# Bogatić (Mačva)
Pour les articles homonymes, voir Bogatić.
Bogatić (en serbe cyrillique : Богатић) est une localité et une municipalité de Serbie situées dans le district de Mačva. Au recensement de 2011, la localité comptait 6 470 habitants et la municipalité dont elle est le centre 28 879.
Bogatić est officiellement classé parmi les villages de Serbie.

## Localités de la municipalité de Bogatić

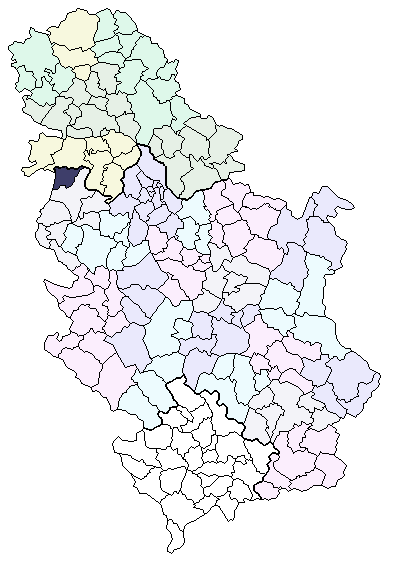
Localisation de la municipalité de Bogatić en Serbie

La municipalité de Bogatić compte 14 localités :
- Badovinci
- Banovo Polje
- Belotić
- Bogatić
- Glogovac
- Glušci
- Dublje
- Klenje
- Metković
- Očage
- Salaš Crnobarski
- Sovljak
- Uzveće
- Crna Bara

Toutes les localités, y compris Bogatić, sont officiellement considérées comme des « villages » (село/selo).

## Démographie

### Localité

#### Évolution historique de la population dans la localité
| 1948  | 1953  | 1961  | 1971  | 1981  | 1991  | 2002  | 2011  |
| ----- | ----- | ----- | ----- | ----- | ----- | ----- | ----- |
| 5 662 | 6 287 | 6 413 | 6 834 | 7 225 | 7 346 | 7 350 | 6 470 |

## Tourisme
La réserve naturelle de Zasavica s'étend en partie sur le territoire du village de Banovo Polje. Dans son ensemble, cette réserve couvre une superficie 760 ha ; depuis 2000, sur 5 200 ha, elle a été définie comme une zone importante pour la conservation des oiseaux (en abrégé : ZICO) et, depuis 2008, elle figure sur la liste des sites Ramsar pour la conservation des zones humides,.

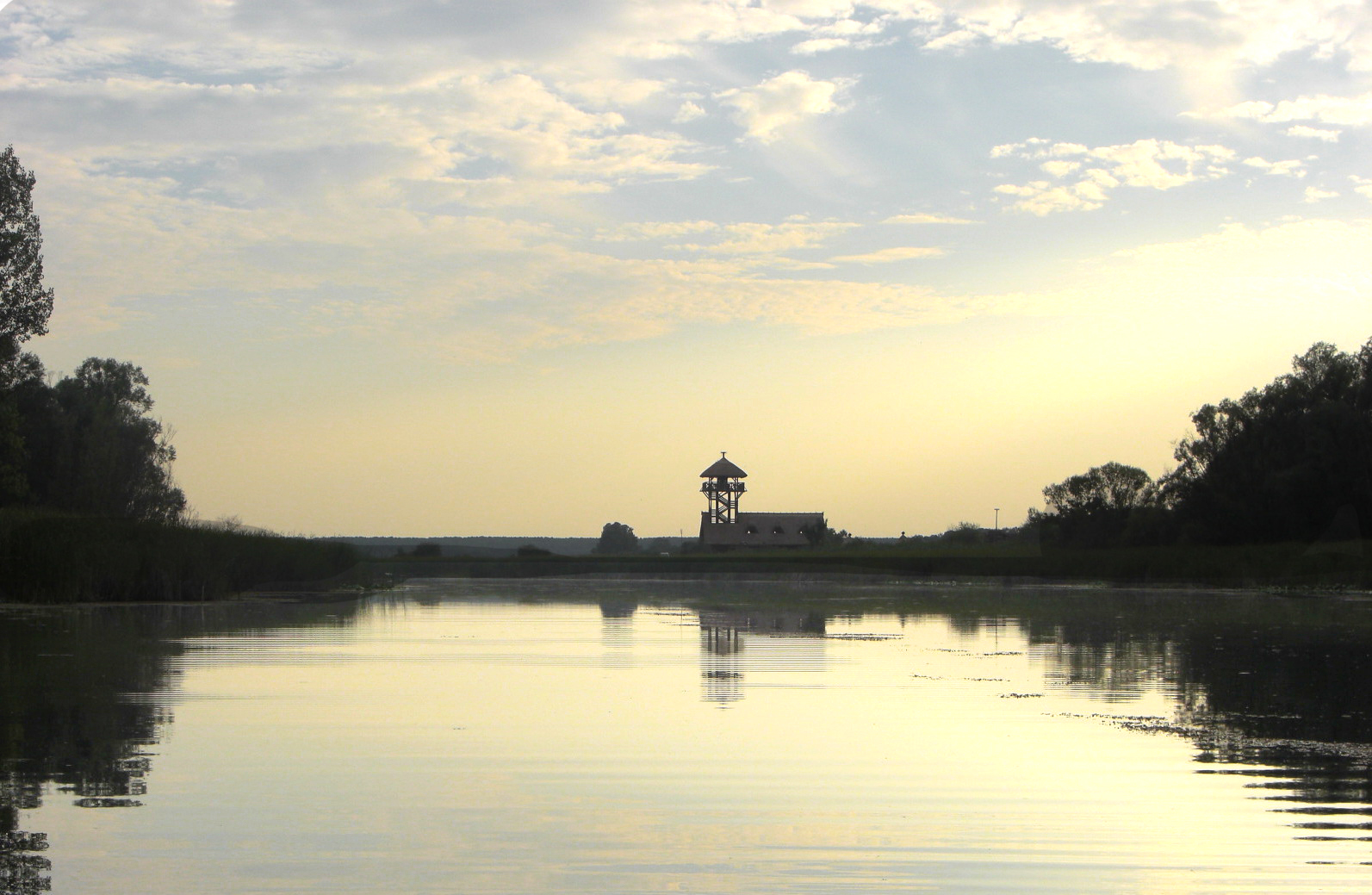
La réserve naturelle de Zasavica

## Personnalités
Janko Veselinović (1862-1905), un romancier et nouvelliste serbe appartenant à l'école réaliste, est né à Salaš Crnobarski. Le peintre d'avant-garde Milić od Mačve (1934-2000) est né à Belotić près de Bogatić.